# São Petersburgo (Flórida)
São Petersburgo (em inglês:  St. Petersburg) é uma cidade localizada no estado americano da Flórida, no condado de Pinellas. É muitas vezes chamada pelo seus habitantes de St. Pete. A cidade foi fundada em 1888 por John C. Williams, que havia comprado 2 500 acres de terra na região de Tampa Bay, e por Peter Demens, que trouxe a primeira linha férrea para o local. Foi incorporada em 1903.

## Geografia
De acordo com o United States Census Bureau, a cidade tem uma área de 356,4 km², onde 159,9 km² estão cobertos por terra e 196,5 km² por água.

### Clima
A cidade possui aproximadamente 360 dias de sol por ano, o que lhe rendeu o cognome de The Sunshine City (A Cidade da Luz do Sol). Por causa disso, bem como pelo seu clima quente durante o ano inteiro e pelas suas praias, a cidade é um grande centro turístico, popular entre turistas vindos do norte americano (especialmente no inverno), que possui um clima mais frio em geral.

## Demografia
Segundo o censo nacional de 2010, a sua população é de 244 769 habitantes, e sua densidade populacional é de 1 530,7 hab/km². É a quarta cidade mais populosa da Flórida e a mais populosa do condado de Pinellas. Possui 129 401 residências, que resulta em uma densidade de 809,2 residências/km².

## Transportes
A cidade é servida pelo Aeroporto Internacional de St. Pete-Clearwater, apesar de também poder ser servida pelo Aeroporto Internacional de Tampa, de carro pela rodovia Interestadual 275.

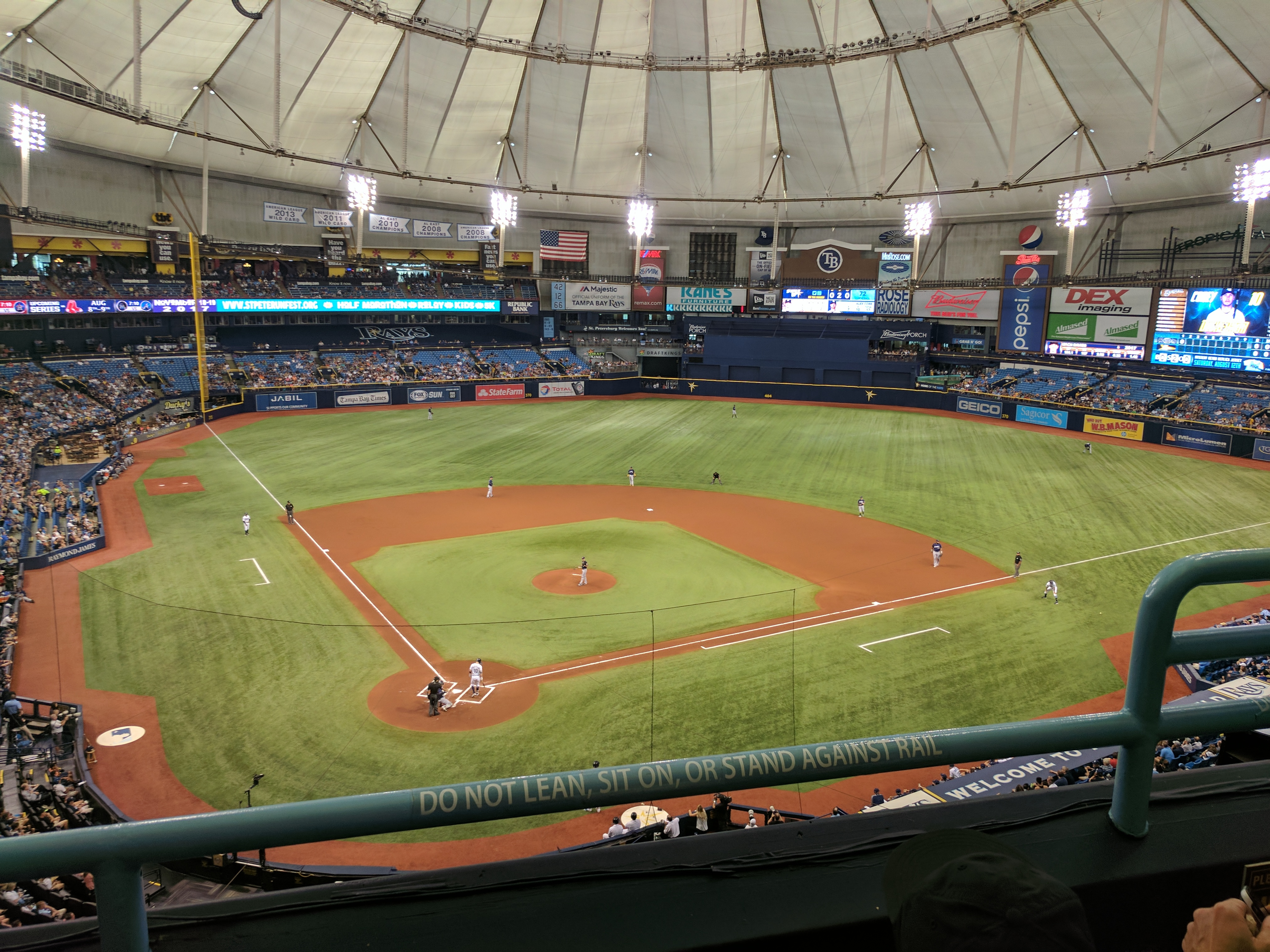
Tropicana Field, casa do Tampa Bay Rays.

## Esportes
A cidade é sede do time de beisebol Tampa Bay Rays da Major League Baseball, que manda seus jogos no Tropicana Field e do time de futebol do Tampa Bay Rowdies que joga na NASL. A cidade também sedia o Grande Prêmio de São Petersburgo da IndyCar Series.

## Geminações
- Takamatsu, Kagawa, Japão
- Figueres, Catalunha, Espanha
- São Petersburgo, Cidade Autónoma da Rússia, Rússia [5]